# 人生フルーツ
『人生フルーツ』（じんせいフルーツ、英題：Life Is Fruity）は、2016年3月20日に東海テレビ放送で放送されたドキュメンタリー番組および2017年に公開された日本のドキュメンタリー映画。
『人生フルーツ ある建築家と雑木林のものがたり』のタイトルでテレビ放送された後、
平成28年度（第71回）文化庁芸術祭テレビ・ドキュメンタリー部門大賞、第42回放送文化基金賞番組部門最優秀賞、平成28年日本民間放送連盟賞テレビ教養番組部門優秀賞、第12回日本放送文化大賞テレビ部門グランプリ、第53回ギャラクシー賞テレビ部門選奨、第36回「地方の時代」映像祭選奨を受賞した。
評判を受けて、2010年から続く東海テレビ制作のドキュメンタリー映画第10弾として劇場公開され、2017年第91回キネマ旬報ベスト・テン文化映画第1位となったほか、第32回高崎映画祭ホリゾント賞、平成29年度文化庁映画賞文化記録映画優秀賞を受賞した。

## 内容
90歳の建築家・津端修一とその妻・英子は愛知県春日井市の高蔵寺ニュータウンに暮らしている。彼らの家屋は修一が尊敬する建築家アントニン・レーモンドの自邸を模した30畳一間、平屋建ての杉の丸太小屋だ。敷地内にある畑では多くの野菜や果実を育て、英子はそれらを収穫し修一のために手料理を振舞う。
高度経済成長真っ只中の1960年代、修一は日本住宅公団のメンバーとして高蔵寺ニュータウンの基本設計を手がけていた。自然と共生できるニュータウンを目指したものの、実際に完成したのは無機質な大規模団地だった。
その地に今、修一と英子は自分たちが育てた木々に囲まれて自然溢れる豊かな暮らしを送っている。ある日、修一のところに佐賀県伊万里市の医療福祉施設から設計の依頼が舞い込み、彼はこれを無償で引き受ける。
この医療福祉施設の設計が、修一の最後の仕事となる。2015年6月のある昼下がり、昼寝をしていた修一はそのまま帰らぬ人となる。涙を流す英子は微笑みながら、彼のもとへすぐ行くと伝える。